# Фесенко Мирон Якович
Фесенко Мирон Якович — український бандурист.

## Життєпис
Народився в с. Олександрівці на Богодухівщині в багатодітній селянській родині. У ранньому дитинстві втратив зір.
Грав на бандурі і лірі. Взимку заробляв плетінням кошиків і суканням мотузок. За це у кобзарському колі його прозивали «Вірьовошник». На подвір'ї у Фесенка збиралися цехові збори валківських лірників. Зафіксовані оповіді односельців про такі збори у 1920-х роках. Мав дружину Марфу і прийомну доньку Анастасію. Подальша доля невідома. Учень П. Гащенка.